# امیل ساندوی
امیل ساندوی (رومانیایی: Emil Săndoi؛ زادهٔ ۱ مارس ۱۹۶۵) یک بازیکن فوتبال اهل رومانی است.
وی همچنین در تیم ملی فوتبال رومانی بازی کرده است.